# Haunting Ground
Haunting Ground ist ein Survival-Horror-Spiel, das 2005 von Capcom für die PlayStation 2 veröffentlicht wurde.

## Handlung
Nach einem Autounfall mit ihren Eltern erwacht die 18-jährige Fiona Belli eingesperrt in einem Käfig. Sie kann sich befreien und muss fortan in einem alten Schloss vor verschiedenen Menschen flüchten, die ihr nach dem Leben trachten. Hilfe erhält sie von dem weißen Schäferhund Hewie, den sie zu Beginn befreit und der ihr dafür zuverlässig zur Seite steht.

## Spielprinzip
In Haunting Ground gibt es keine Zombies oder Monster. Die Gegner bestehen aus dem zurückgebliebenen Gärtner Debilitas, der apathisch wirkenden Haushälterin Daniella, dem vermummten Wächter Riccardo und dem Schlosseigentümer Lorenzo. Diese vier Charaktere treten nacheinander auf und jagen Fiona über bestimmte Spieletappen hinweg, wobei Lorenzo gleichzeitig den Endgegner darstellt.
Fiona besitzt keine Waffen und ihre einzige Möglichkeit, sich zu verteidigen, ist der Schäferhund Hewie. Mit einem entsprechenden Befehl kann sie ihn auf ihren Gegner hetzen und sich so einen Vorsprung verschaffen, um zu flüchten oder sich zu verstecken. Das "Wegrennen-und-verstecken"-Prinzip gibt es auch in anderen Survival-Horror-Spielen, z. B. Clock Tower oder Exhumed.
Wenn Fiona mit einem Gegner konfrontiert wird, verfällt sie in Panik. Dies äußert sich darin, dass ihre Sicht verschwimmt und sie zunehmend ihre motorischen Fähigkeiten verliert. Je größer Fionas Panik wird, desto schwieriger lässt sie sich steuern. Dadurch wird sie zu einer leichteren Beute für ihre Gegner.
Haunting Ground besteht zu einem gewissen Teil aus Rätseleinlagen. Wie bei den meisten Survival-Horror-Spielen muss man Gegenstände finden, Apparaturen in Gang setzen u. a., um weiterzukommen. Neu ist, dass man dabei Hilfe bekommt. Der Hund Hewie kann Fiona nicht nur vor Gegnern verteidigen, sondern erweist sich auch bei einigen Rätseln als nützlich.